# Alexander Hleb
Aliaksandr Paulavich Hleb (în belarusă Аляксандр Паўлавіч Глеб, în rusă Александр Павлович Глеб; ; n. 1 mai 1981, Minsk, RSS Bielorusă, URSS), cunoscut în limba engleză ca Alexander Hleb, este un fotbalist profesionist din Belarus care joacă pentru BATE Borisov.
Poziția preferată a lui Hleb și cea pe care se simte cel mai bine este cea de mijlocaș ofensiv, dar joacă și pe benzi. El este cunoscut pentru abilitățile sale de pasator, agilitate și dribling. A fost pentru prima dată convocat la echipa națională a Belarusului din 2001, pentru care a jucat în optzeci de partide.

## Viața timpurie
Hleb și-a petrecut copilăria la Minsk. Mama sa era constructor, în timp ce tatăl său era șofer de cisterne cu benzină. Tatăl său s-a oferit voluntar pentru a ajuta la demolarea caselor afectate în Ucraina, ca rezultat al dezastrului nuclear de la Cernobîl. Hleb consideră că această expunere la radiații a dus la șubrezirea sănătății tatălui său. Înainte de a se implica în fotbal, Hleb a fost  înotător și gimnast. Fratele său mai mic, Viaceslav, este și el fotbalist.

## Cariera la club
Hleb obișnuia să joace fotbal în tinerețe pe terenurile de beton ale școlii lui Dinamo Minsk. La vârsta de 17 ani, a semnat cu BATE Borisov, o echipă din Prima Ligă din Belarus, din Borisov.

### Stuttgart
Remarcați de scouteri, Alexander și fratele său mai mic, Viaceslav, au fost transferați de echipa VfB Stuttgart din Bundesliga pentru aproximativ 150.000 de euro. El a debutat în Bundesliga pe 5 septembrie 2000 într-un meci din deplasare cu 1. FC Kaiserslautern, intrând ca rezervă în ultimele 20 de minute. Deși a jucat doar în șase meciuri în primul sezon la Stuttgart, Hleb a devenit titular în cel de-al doilea. În 2002, a fost votat fotbalistul bielorus al anului.
În sezonul 2002-2003, Stuttgart a terminat pe locul doi în Bundesliga și a învins-o pe Manchester United în Liga Campionilor UEFA, iar Hleb a devenit playmakerul echipei. După ce antrenorul  de atunci al echipei, Felix Magath, a plecat la Bayern München în vara anului 2004, Stuttgart nu s-a bucurat de același succes cu noul antrenor Matthias Sammer, terminând sezonul 2004-2005 pe locul al cincilea. Cu toate acestea, Hleb s-a numărat printre cei mai buni pasatori în ultimul său sezon de Bundesliga.

### Arsenal

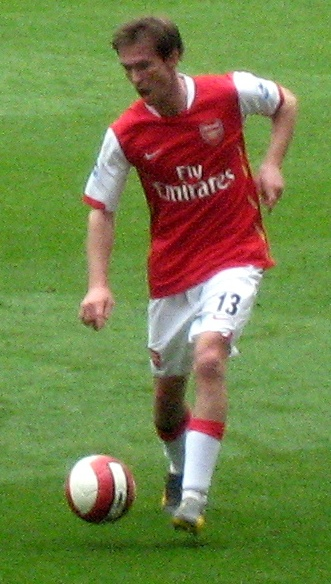
Hleb jucând pentru Arsenal.

În iunie 2005, Hleb s-a alăturat echipei engleze Arsenal pentru o sumă care putea ajunge la 15 milioane de euro cu tot cu bonusuri, jucătorul semnând un contract de patru ani. Arsène Wenger l-a folosit pe Hleb pe mai multe poziții la mijlocul terenului, cele mai multe meciuri pentru Arsenal jucându-le în banda dreaptă. Debutul său într-un meci oficial pentru tunari a venit în august 2005, în deplasare cu Chelsea. La puțit timp după acest meci, Hleb a suferit o accidentare la genunchi în timp ce era convocat la naționala Belarusului și a fost accidentat pentru mai multe luni, revenind la prima echipă în decembrie și jucând 60 de minute ultimul meci din grupele UEFA Champions League împotriva Ajax pe 7 decembrie. Până în ianuarie 2006, Hleb a devenit titular și a marcat primul său gol pentru Arsenal într-o victorie scor 7-0 cu Middlesbrough. În luna mai, Hleb a devenit primul fotbalist bielorus care a jucat în finala Ligii Campionilor. El a încheiat sezonul cu 40 de meciuri și trei goluri.
Deși a suferit o întindere, Hleb a jucat în 48 de partide în sezonul 2006-2007 și a marcat trei goluri. În sezonul 2007-2008, a fost mutat de pe banda dreapta jucând în spatele lui Robin van Persie ca atacant retras. Când atacanții Emmanuel Adebayor și Eduardo și-au revenit din accidentări, Arsène Wenger a revenit la formația 4-4-2 și Hleb s-a întors să joace în bandă. Acest sezon avea să se termine mai repede pentru Hleb, primind o suspendare de trei etape din partea Federației Engleze de Fotbal, după ce a fost acuzat de comportament nesportiv în urma unui incident cu Graeme Murty de la Reading din timpul victoriei cu 2-0. Hleb a și-a recunoscut fapta, încheind sezonul.
Hleb a fost întotdeauna un jucător popular la Arsenal, iar fanii au apreciat efortul depus de el la echipă, inventând un cântec bazat pe piesa Rubber Dolly a lui Johnnie Allan, „Alexander Hleb, Alexander Hleb, el este bun la fotbal, Alexander Hleb”.

### Barcelona
Pe data de 16 iulie 2008 a trecut examenul medical și a semnat cu FC Barcelona, care a plătit pe el 15 milioane de euro plus încă două milioane, dacă Barcelona câștiga La Liga în sezoanele 2008-2009 sau 2009-2010 (lucru care s-a și întâmplat în sezonul 2008-2009, ducând suma totală de transfer la 17 milioane de euro). Hleb a semnat un contract de patru ani cu o clauză de reziliere de 90 de milioane de euro.
În martie 2009, după câteva apariții sporadice în echipă - începând ca titular în doar cinci meciuri de La Liga - Hleb a recunoscut că va accepta cu ușurință o ofertă de la Bayern München, dacă o astfel de oportunitate va apărea la vară. El a declarat că „Mă aflu în cei mai buni ani ai carierei și nu vreau să-mi petrec acești ani pe bancă. Bayern München este un club special, interesul pentru mine este o onoare încântătoare. Bayern este printre cele mai bune echipe din lume.”
În sezonul 2008-2009, Hleb a câștigat tripla cu Barcelona. Hleb a intrat în minutul 84 al finalei Copei del Rey, dar nu a jucat în meciul din finala Ligii Campionilor cu Manchester United câștigat de Barcelona cu scorul de 2-0.
La sfârșitul sezonului, Hleb a refuzat să fie împrumutat la Inter Milano, care avea să câștige tripla în sezonul 2009-2010, și a ales să fie împrumutat la fostul său club VfB Stuttgart.
În iulie 2009, Hleb s-a întors la VfB Stuttgart fiind împrumutat timp de un an. Hleb a jucat 55 de minute în primul meci al sezonului de Bundesliga 2009-2010, în deplasare cu VfL Wolfsburg, un meci pe care Stuttgart l-a pierdut cu 2-0. A urmat meciul câștigat de Stuttgart cu SC Freiburg, scor 4-2. Hleb a marcat primul său gol pentru Stuttgart în timpul unui meci din calificările pentru Liga Campionilor împotriva lui FC Politehnica Timișoara într-o victorie în deplasare, scor 2-0. 

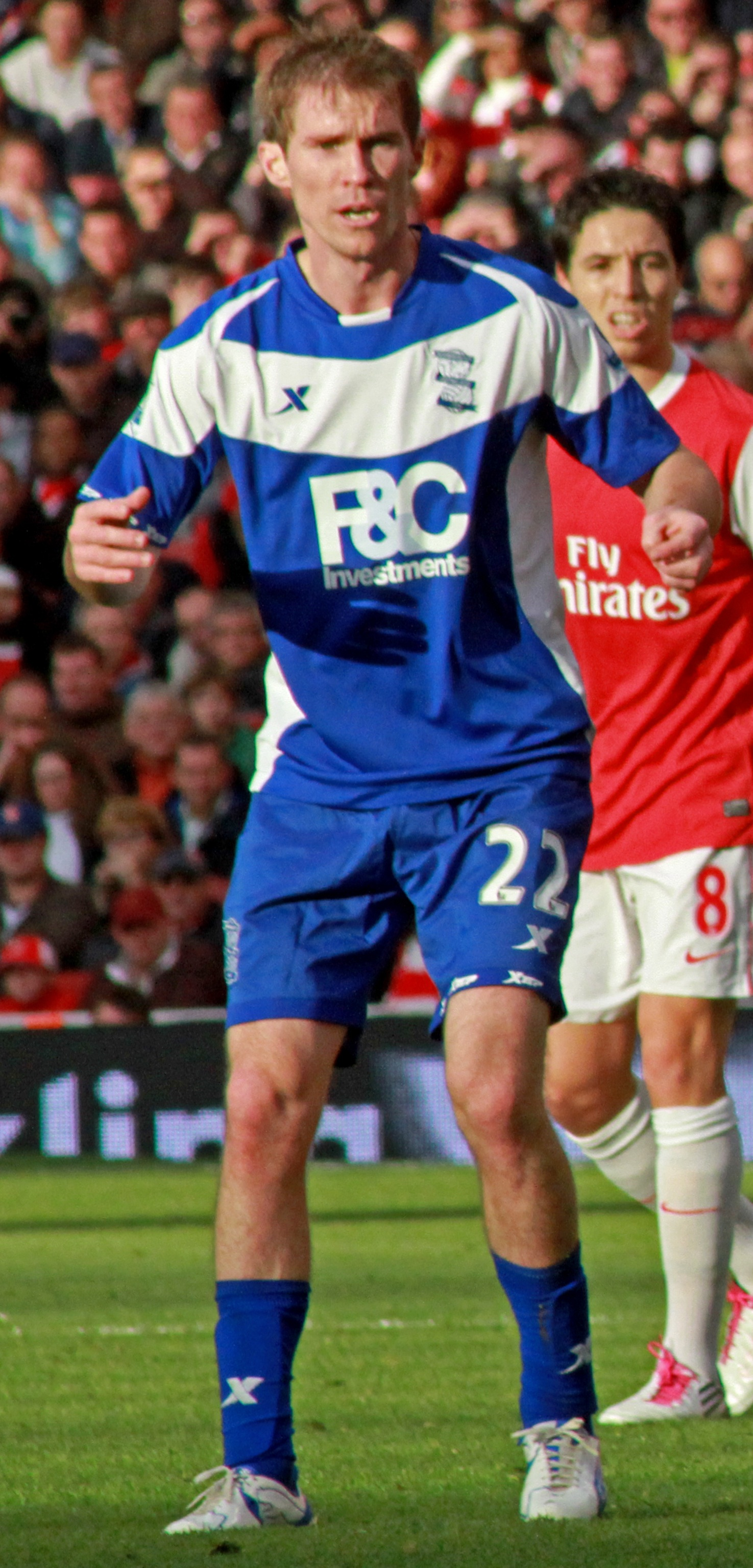
Hleb la Birmingham în 2010 jucând împotriva fostului său club Arsenal.

Pe 31 august 2010, Hleb s-a întors în Anglia fiind împrumutat pentru un sezon la clubul de Premier League Birmingham City. O accidentare la gleznă suferită la națională i-a întârziat debutul la noua echipă până pe 18 septembrie, când a jucat 83 minute în înfrângerea scor 3-1 cu West Bromwich Albion. Trei zile mai târziu a deschis scorul în meciul cu Milton Keynes Dons, câștigat de echipa sa cu 3-1 în Cupa Ligii. Accidentările i-au fragmentat sezonul, făcându-l să piardă victoria lui Birmingham asupra lui Arsenal din finala Cupei Ligii. Spre sfârșitul sezonului, el a declarat că este exclus ca el să revină la Barcelona odată ce împrumutul a expirat, sugerând că stilul lor de fotbal nu era pe gustul său; el își dorea să rămână în Premier League și să joace pentru Arsenal.
Pe 31 august 2011, Hleb a fost împrumutat la VfL Wolfsburg. Din nou, accidentările i-au dat de furcă la Wolfsburg, fiind o singură dată titular și intrând de trei ori din postura de rezervă. Wolfsburg a confirmat că va pleca de la echipă la sfârșitul împrumutului pe 31 decembrie 2011.

### Krîlia Sovetov Samara
După ce contractul lui Hleb cu Barcelona a fost reziliat de comun acord în timpul ferestrei de transfer din ianuarie 2012, el a semnat cu clubul din Prima Ligă Rusă Krîlia Sovetov Samara până la sfârșitul sezonului.
În data de 26 iulie 2012, Hleb a semnat un contract cu BATE Borisov și a câștigat Prima Ligă din Belarus în 2012. Hleb a declarat înainte de victoria lui BATE cu 3-1 împotriva lui Bayern München că se așteaptă ca performanțele echipei sale din Liga Campionilor să-l ajute să obțină un transfer în străinătate, jucătorul dorindu-și să ajungă la un club din Bundesliga. Cu toate acestea, el a rămas să joace pentru BATE în sezonul 2013.

### Konyaspor
Pe 4 ianuarie 2014, Hleb a semnat un contract cu Torku Konyaspor în turul Süper Ligii pentru un an și jumătate, cu opțiunea de prelungire pentru încă un an.

### Genclerbirligi
În februarie 2015, Hleb a părăsit-o Konyaspor pentru a semna cu rivala Gençlerbirliği.

## Cariera internațională

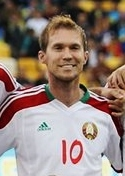
Hleb joacă pentru Belarus.

Hleb a a jucat peste 20 de meciuri pentru echipa națională de tineret a Belarusului. El și-a făcut debutul internațional la naționala mare intrând ca rezervă în meciul pierdut cu 1-0 împotriva Țării Galilor în 2001. A marcat primul gol în al doilea meci jucat pentru Belarus, 5-2 cu Ungaria în aprilie 2002. În noiembrie 2006, fostul căpitan al Belarusului, Sergei Gurenko, l-a criticat dur pe Hleb, declarând că nu muncește din greu când este convocat la națională. Hleb, însă, a respins orice sugestie că ar fi fost o „prima donna”. În august 2007, noul antrenor  al echipei naționale, Bernd Stange, l-a făcut căpitan de echipă în ciuda criticii. La 22 august, Hleb a purtat banderola de căpitan pentru prima dată într-o victorie, scor 2-1 împotriva Israelului.

## Diverse
Hleb a fost poreclit „Zauberlehrling” sau „Ucenicul vrăjitorului" pentru abilitățile de dribler și pentru schemele pe care obișnuia să le facă în Germania când juca în Bundesliga.

## Viața personală
În timp ce juca pentru Arsenal, Hleb locuia în Hampstead, nordul Londrei.
În 2003, a fost implicat într-un accident de mașină în Minsk. Un pasager din cealaltă mașină a decedat ulterior.
Fratele său mai mic, Viaceslav, este și fotbalist.
Hleb s-a căsătorit cu Anastasia Kosenkova, fostă cântăreață a formației belgiene Topless, din 2008 până în 2014.
Într-un interviu acordat ziarului The Guardian, Hleb a mărturisit că cel mai mare regret al vieții a fost plecarea de la Arsenal la Barcelona.

## Statistici privind cariera

### Club
Până în mai 2017
| Club                       | Sezon         | Campionat             | Campionat | Campionat | Cupă    | Cupă   | Cupa Ligii | Cupa Ligii | Continental | Continental | Altele  | Altele | Total   | Total  |
| Club                       | Sezon         | Divizie               | Meciuri   | Goluri    | Meciuri | Goluri | Meciuri    | Goluri     | Meciuri     | Goluri      | Meciuri | Goluri | Meciuri | Goluri |
| -------------------------- | ------------- | --------------------- | --------- | --------- | ------- | ------ | ---------- | ---------- | ----------- | ----------- | ------- | ------ | ------- | ------ |
| Dinamo-Juni Minsk          | 1998          | A Doua Ligă Bielorusă | 11        | 1         |         |        | –          | –          | –           | –           | –       | –      | 11      | 1      |
| BATE Borisov               | 1999          | Prima Ligă Bielorusă  | 13        | 1         |         |        | –          | –          | –           | –           | –       | –      | 13      | 1      |
| BATE Borisov               | 2000          | Prima Ligă Bielorusă  | 12        | 3         |         |        | –          | –          | –           | –           | –       | –      | 12      | 3      |
| BATE Borisov               | Total         | Total                 | 25        | 4         |         |        | -          | -          | -           | -           | -       | -      | 25      | 4      |
| VfB Stuttgart              | 2000–2001     | Bundesliga            | 6         | 0         | 2       | 0      | –          | –          | 1           | 0           | -       | -      | 9       | 0      |
| VfB Stuttgart              | 2001–2002     | Bundesliga            | 32        | 2         | 3       | 0      | –          | –          | –           | –           | –       | –      | 35      | 2      |
| VfB Stuttgart              | 2002–2003     | Bundesliga            | 34        | 4         | 2       | 1      | –          | –          | 8           | 3           | –       | –      | 44      | 8      |
| VfB Stuttgart              | 2003–2004     | Bundesliga            | 31        | 5         | 3       | 0      | –          | –          | 8           | 0           | –       | –      | 42      | 5      |
| VfB Stuttgart              | 2004–2005     | Bundesliga            | 34        | 2         | 3       | 2      | –          | –          | 8           | 0           | –       | –      | 45      | 4      |
| VfB Stuttgart              | Total         | Total                 | 137       | 13        | 13      | 3      | -          | -          | 25          | 3           | -       | -      | 175     | 19     |
| Arsenal                    | 2005–2006     | Premier League        | 25        | 3         | 1       | 0      | 3          | 0          | 10          | 0           | 1       | 0      | 40      | 3      |
| Arsenal                    | 2006–2007     | Premier League        | 33        | 2         | 3       | 0      | 2          | 0          | 10          | 1           | –       | –      | 48      | 3      |
| Arsenal                    | 2007–2008     | Premier League        | 31        | 2         | 2       | 0      | 1          | 0          | 8           | 2           | –       | –      | 42      | 4      |
| Arsenal                    | Total         | Total                 | 89        | 7         | 6       | 0      | 6          | 0          | 28          | 3           | 1       | 0      | 130     | 10     |
| Barcelona                  | 2008–2009     | La Liga               | 19        | 0         | 8       | 0      | -          | -          | 9           | 0           | -       | -      | 36      | 0      |
| Barcelona                  | 2009–2010     | La Liga               | 0         | 0         | 0       | 0      | -          | -          | 0           | 0           | 0       | 0      | 0       | 0      |
| Barcelona                  | 2010–2011     | La Liga               | 0         | 0         | 0       | 0      | -          | -          | 0           | 0           | 0       | 0      | 0       | 0      |
| Barcelona                  | 2011–2012     | La Liga               | 0         | 0         | 0       | 0      | -          | -          | 0           | 0           | 0       | 0      | 0       | 0      |
| Barcelona                  | Total         | Total                 | 19        | 0         | 8       | 0      | -          | -          | 9           | 0           | 0       | 0      | 36      | 0      |
| VfB Stuttgart (împrumut)   | 2009–2010     | Bundesliga            | 27        | 0         | 1       | 0      | –          | –          | 8           | 1           | –       | –      | 36      | 1      |
| Birmingham City (împrumut) | 2010–2011     | Premier League        | 19        | 1         | 0       | 0      | 1          | 1          | –           | –           | –       | –      | 20      | 2      |
| VfL Wolfsburg (împrumut)   | 2011–2012     | Bundesliga            | 4         | 1         | 0       | 0      | –          | –          | 0           | 0           | –       | –      | 4       | 1      |
| Krîlia Sovetov             | 2011–2012     | Premier League        | 8         | 0         | 0       | 0      | –          | –          | –           | –           | –       | –      | 8       | 0      |
| BATE Borisov               | 2012          | Premier League        | 6         | 0         | 0       | 0      | –          | –          | 10          | 0           | –       | –      | 16      | 0      |
| BATE Borisov               | 2013          | Premier League        | 23        | 3         | 0       | 0      | –          | –          | 4           | 0           | –       | –      | 27      | 3      |
| BATE Borisov               | Total         | Total                 | 29        | 3         | 0       | 0      | -          | -          | 14          | 0           | -       | -      | 43      | 3      |
| Konyaspor                  | 2013–2014     | Süper Lig             | 16        | 2         | 0       | 0      | -          | -          | -           | -           | -       | -      | 16      | 2      |
| Konyaspor                  | 2014–2015     | Süper Lig             | 14        | 0         | 1       | 0      | -          | -          | -           | -           | -       | -      | 15      | 0      |
| Konyaspor                  | Total         | Total                 | 30        | 2         | 1       | 0      | -          | -          | -           | -           | -       | -      | 31      | 2      |
| Gençlerbirliği             | 2014–2015     | Süper Lig             | 15        | 2         | 4       | 0      | –          | –          | –           | –           | –       | –      | 19      | 2      |
| BATE Borisov               | 2015          | Premier League        | 4         | 0         | 1       | 0      | –          | –          | 7           | 0           | –       | –      | 12      | 0      |
| Gençlerbirliği             | 2015–2016     | Süper Lig             | 12        | 0         | 0       | 0      | –          | –          | –           | –           | –       | –      | 12      | 0      |
| BATE Borisov               | 2016          | Premier League        | 6         | 0         | 0       | 0      | –          | –          | 3           | 0           | –       | –      | 9       | 0      |
| Krylia Sovetov             | 2016–2017     | Premier League        | 7         | 0         | 0       | 0      | –          | –          | –           | –           | –       | –      | 7       | 0      |
| BATE Borisov               | 2018          | Premier League        | 0         | 0         | 0       | 0      | –          | –          | 0           | 0           | –       | –      | 2       | 0      |
| Total carieră              | Total carieră | Total carieră         | 442       | 34        | 34      | 3      | 7          | 1          | 94          | 7           | 1       | 0      | 578     | 45     |

### Goluri la națională
Scorul în momentul în care a marcat.
| Nr. | Data             | Stadion                                              | Adversar  | Scor | Rezultat | Competiție                                         |
| --- | ---------------- | ---------------------------------------------------- | --------- | ---- | -------- | -------------------------------------------------- |
| 1.  | 17 aprilie 2002  | Oláh Gábor utcai Stadion, Debrețin, Ungaria          | Ungaria   | 1-1  | 5-2      | Amical                                             |
| 2.  | 19 mai 2002      | Stadionul Dinamo, Moscova, Rusia                     | Ucraina   | 2-0  | 2-0      | Amical                                             |
| 3.  | 9 februarie 2005 | Stadionul Dyskobolia, Grodzisk Wielkopolski, Polonia | Polonia   | 1-0  | 3-1      | Amical                                             |
| 4.  | 16 august 2006   | Stadionul Dinamo, Minsk, Belarus                     | Andorra   | 1-0  | 3-0      | Amical                                             |
| 5.  | 1 aprilie 2009   | Stadionul Almaty Central, Almaty, Kazahstan          | Kazahstan | 1-1  | 5-1      | Calificările pentru Cupa Mondială a FIFA - Grupa 6 |
| 6.  | 3 martie 2010    | Stadionul Antalya Atatürk, Antalya, Turcia           | Armenia   | 2-1  | 3-1      | Amical                                             |

1. ↑  National-Football-Teams.com îi atribuie un gol din calificările la Campionatul Mondial din 2010 împotriva Andorrei, marcat pe 10 septembrie 2008;[44] golul a fost marcat de fratele său Viaceslav.[45]

## Titluri
BATE Borisov
- Prima Ligă din Belarus : 1999, 2012, 2013, 2015, 2016, 2018

VfB Stuttgart
- Cupa UEFA Intertoto : 2002[46]

Arsenal
- Liga Campionilor UEFA finalist: 2005-2006
- Cupa Ligii finalist: 2006-2007

Barcelona
- La Liga: 2008-2009
- Copa del Rey : 2008-2009
- Liga Campionilor UEFA: 2008-2009

Birmingham City
- Fotbal League Cup: 2010-2011[47]

Individual
- Fotbalistul belgian al anului : 2002, 2003, 2005, 2006, 2007, 2008
- Jucătorul lunii al lui Arsenal : august 2005
- Echipa anului kicker: 2004-2005